# Habakuk-Pescher

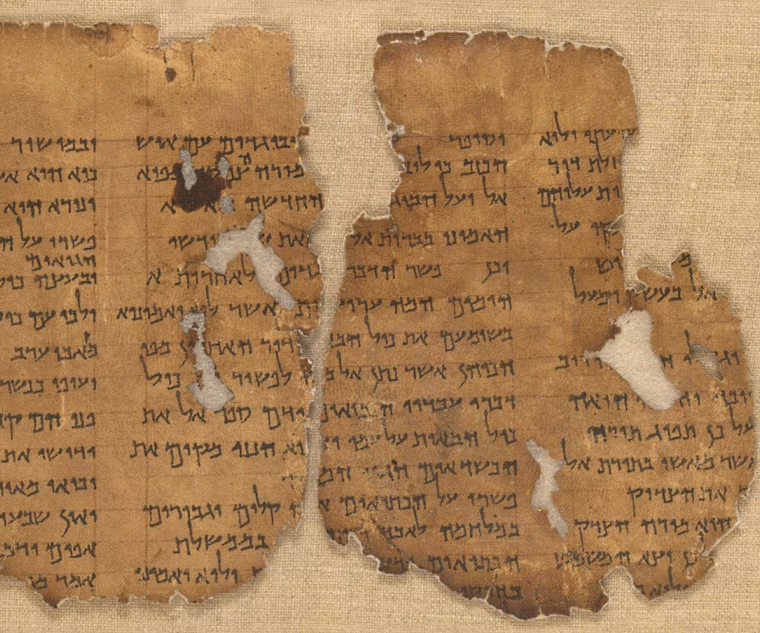
Habakuk-Pescher

Der Habakuk-Kommentar oder Habakuk-Pescher (Siglum 1QpHab) ist eine Lederrolle, die wahrscheinlich in der zweiten Hälfte des 1. Jahrhunderts v. Chr. beschrieben wurde. Sie enthält in 13 Kolumnen Kommentare (Pescher) zu den ersten beiden Kapiteln des Buchs Habakuk in hebräischer Sprache.
Die Rolle ist etwa 1,42 Meter lang und fast vollständig erhalten. Der obere Rand ist gut erhalten, vom unteren Rand hingegen sowie am Anfang fehlen kleinere Partien. Der zitierte Text der Bibelstellen stimmt sehr stark mit dem Masoretischen Text überein.
Die Rolle wurde 1947 in Höhle 1 in Qumran am Toten Meer gefunden und war eine der ersten sieben Schriftrollen vom Toten Meer, die Wissenschaftler der Hebräischen Universität Jerusalem erwarben. Sie befindet sich heute im Schrein des Buches, einem Gebäude des Israel-Museums in Jerusalem.